# Basketball Arena

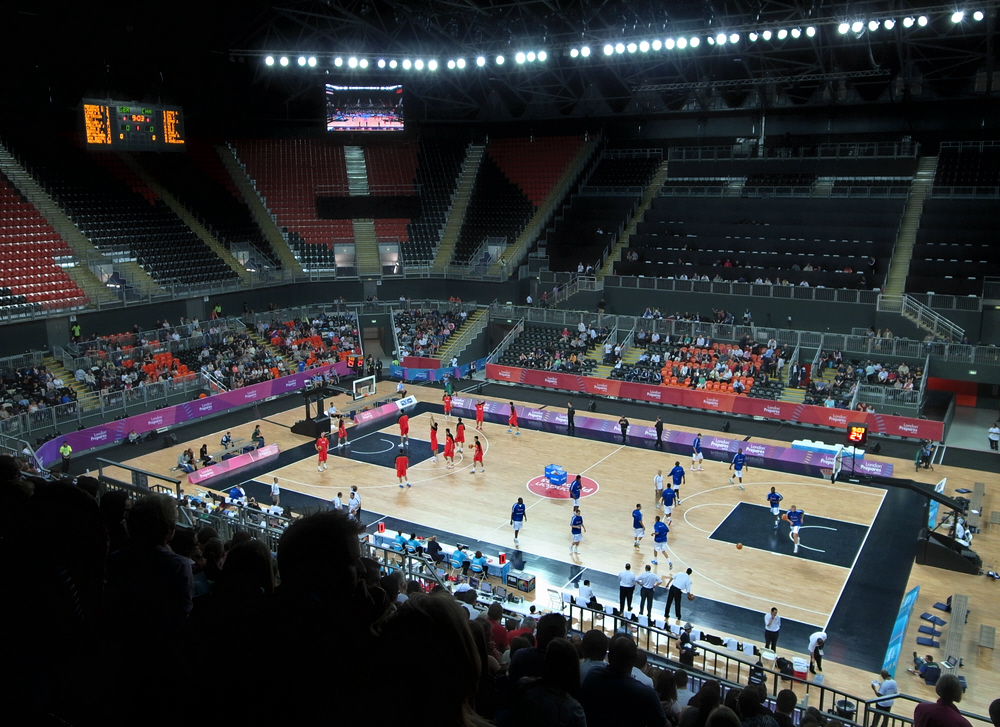
De Basketball Arena (2012)

De Basketball Arena is een sporthal, die onderdeel is van het Olympic Park, in Stratford, Newham in Groot-Londen. De sporthal is gebruikt tijdens de Olympische Zomerspelen van 2012 en de Paralympische Zomerspelen van 2012. De Arena is in 2011 opgeleverd.
De Basketball Arena biedt plaats aan 12.000 toeschouwers. Na de Spelen is het afgebroken en elders in het Verenigd Koninkrijk weer heropgebouwd. 
Naast alle basketbalwedstrijden werden ook de halve finales en de finale van het Olympisch handbal gespeeld in de sporthal. Tijdens de Paralympische Spelen was de Basketball Arena het decor zijn voor de rolstoelbasketbalwedstrijden en het rolstoelrugby.